# World Rugby Women’s Sevens Series (2018/2019)
World Rugby Women’s Sevens Series (2018/2019) (od nazwy sponsora, HSBC – HSBC Women’s World Rugby Sevens Series) – siódma edycja World Rugby Women’s Sevens Series, organizowanej przez World Rugby corocznej serii turniejów dla żeńskich reprezentacji narodowych w rugby 7.
Na początku lipca 2018 roku World Rugby ogłosiła, że sezon będzie się składać z sześciu turniejów – w Glendale, Dubaju, Sydney, Kitakyūshū, Langford i Paryżu – rozegranych w okresie od października 2018 do czerwca 2019 roku. Połowa z nich zaplanowana była do przeprowadzenia łącznie z turniejami męskimi, pozostałe zaś stanowiły odrębne zawody, a w porównaniu do poprzedniego sezonu do harmonogramu ponownie włączono turniej w USA. W połowie grudnia 2018 roku Fédération Française de Rugby oraz WR przeniosły turniej do Biarritz przesuwając go jednocześnie o dwa tygodnie. Liczbę drużyn w każdym z turniejów ustalono na dwanaście, z których jedenaście brało udział we wszystkich zawodach sezonu, dwunasty uczestnik był zaś ogłaszany przez każdymi zawodami.
Kontynuując dobrą passę z pierwszej połowy roku 2018 najlepiej w sezon weszły reprezentantki Nowej Zelandii, które z kompletem zwycięstw triumfowały kolejno w USA, Dubaju i Australii. Niepokonane przez ostatnie dwanaście miesięcy były zatem niekwestionowanym faworytem japońskich zawodów, a dodatkowo do pokonania własnego – wynoszącego 37 meczów – rekordu kolejnych zwycięstw w cyklu brakowało im kolejnych dwóch. Nowozelandki zanotowały jednak swój najsłabszy w historii występ w fazie grupowej, po wyrównaniu rekordu łatwym zwycięstwem nad Japonią, zremisowały z Rosją oraz zostały pokonane, po raz pierwszy w dwudziestu dwóch próbach, przez Francję. Niespodziewanie do finału dotarły Angielki, a w nim po końcowej syrenie jeszcze prowadziły 5-0 z Kanadyjkami, te jednak akcją przez całą długość boiska zdobyły poprzez swoją kapitan przyłożenie oraz jego podwyższenie, co oznaczało dla nich pierwsze turniejowe zwycięstwo od dwóch lat. Triumfując w Kanadzie po raz trzeci z rzędu Nowozelandki uzyskały pewność awansu do olimpijskiego turnieju, w pierwszym dniu francuskich zawodów dołączyły do nich dwie reprezentacje z Północnej Ameryki. W fazie pucharowej awans na tokijskie igrzyska potwierdziły także Australijki, a pierwszy w historii cyklu turniejowy tytuł zdobyły Amerykanki, które jako jedyny zespół w sezonie plasował się w czołowej czwórce każdych zawodów, co dało im drugie miejsce w klasyfikacji generalnej. Trzecią pozycję zajęły Kanadyjki, czwartą obrończynie tytułu, spośród stałych uczestników cyklu najmniej punktów zdobyły natomiast reprezentantki Chin i Fidżi, jednak z uwagi na gorszy bilans zdobytych podczas całego sezonu punktów spadek zanotowały te pierwsze.
Najwięcej punktów w sezonie zdobyła Nowozelandka Tyla Nathan-Wong, zaś w klasyfikacji przyłożeń zwyciężyła Irlandka Amee-Leigh Murphy Crowe. Prócz tych dwóch zawodniczek do najlepszej siódemki sezonu wybrano także Sarah Hirini, Brittany Benn, Ruby Tui, Ghislaine Landry i Anne-Cecile Ciofani, nowicjuszką roku została uznana Hiszpanka Lide Erbina, trenerem roku zaś szkoleniowiec reprezentacji USA, Chris Brown, który poprowadził Amerykanki do najlepszego w ich historii sezonu uwieńczonego pierwszym turniejowym triumfem. Rosjanka Alena Mikhaltsova otrzymała natomiast Impact Player Series Award dla zawodniczki, która uzyskała największą w sezonie liczbę punktów za szarże w obronie, przełamania linii obronnej przeciwnika, ponadtrzymetrowe ataki z piłką w ręku oraz jej oddania "na kontakcie", a Ghislaine Landry w amerykańskim turnieju została pierwszą zawodniczką w historii cyklu, która osiągnęła barierę tysiąca punktów.
Panel sędziowski, podobnie jak w poprzednich czterech sezonach, składał się z kobiet uzupełnionych o dwóch mężczyzn. Sponsorem tytularnym cyklu, tak jak w przypadku zawodów męskich, był HSBC.

## System rozgrywek
Podobnie jak w przypadku męskich rozgrywek zwycięzcą cyklu zostanie zespół, który podczas całego sezonu zdobędzie najwięcej punktów przyznawanych za zajęcie poszczególnych miejsc w każdym turnieju. Każde z zawodów gromadzą dwanaście reprezentacji, z których jedenaście jest stałymi uczestnikami cyklu (core teams), a ostatni uczestnik będzie ogłaszany przed poszczególnymi turniejami. Status core teams otrzymała najlepsza dziesiątka poprzedniego sezonu (Anglia, Australia, Fidżi, Francja, Hiszpania, Irlandia, Kanada, Nowa Zelandia, Rosja i USA), jedno miejsce zarezerwowano dla czołowych zespołów turnieju kwalifikacyjnego, a wywalczyły je Chiny.
Przystępujące do turnieju reprezentacje mogą liczyć maksymalnie dwanaście zawodniczek. W fazie grupowej spotkania toczone są bez ewentualnej dogrywki, za zwycięstwo, remis i porażkę przysługuje odpowiednio trzy, dwa i jeden punkt, brak punktów natomiast za nieprzystąpienie do meczu. Po jej zakończeniu ustalany jest ranking – pierwsze osiem zespołów awansuje do ćwierćfinałów, pozostała czwórka walczy zaś o Bowl. W przypadku tej samej liczby punktów ich lokaty są ustalane kolejno na podstawie:
1. wyniku meczów pomiędzy zainteresowanymi drużynami;
2. lepszego bilansu punktów zdobytych i straconych;
3. lepszego bilansu przyłożeń zdobytych i straconych;
4. większej liczby zdobytych punktów;
5. większej liczby zdobytych przyłożeń;
6. rzutu monetą.

W przypadku remisu w fazie pucharowej, organizowana jest dogrywka składająca się z dwóch pięciominutowych części, z uwzględnieniem reguły nagłej śmierci. Jedynie mecz finałowy składa się z dwóch dziesięciominutowych części, w pozostałych zaś spotkaniach połowa meczu obejmuje siedem minut.
Za zajęcie poszczególnych miejsc w każdym z turniejów przyznawane są punkty liczone do klasyfikacji generalnej:
| Miejsce | Punktacja |
| ------- | --------- |
| 1       | 20        |
| 2       | 18        |
| 3       | 16        |
| 4       | 14        |
| 5       | 12        |
| 6       | 10        |
| 7       | 8         |
| 8       | 6         |
| 9       | 4         |
| 10      | 3         |
| 11      | 2         |
| 12      | 1         |

W przypadku tej samej liczby punktów w klasyfikacji generalnej lokaty zainteresowanych drużyn są ustalane kolejno na podstawie:
1. lepszego bilansu punktów zdobytych i straconych;
2. większej liczby zdobytych przyłożeń;
3. drużyny są klasyfikowane ex aequo.

Oficjalne ogłoszenie przez WR procedury kwalifikacyjnej do turnieju olimpijskiego nastąpiło w połowie września 2018 roku po zatwierdzeniu przez Międzynarodowy Komitet Olimpijski. Zgodnie z nią Women’s Sevens Series był pierwszą z żeńskich kwalifikacji i na Letnich Igrzyskach Olimpijskich 2020 zagra czołowa czwórka sezonu 2018/2019.

## Turnieje
| Miejsce | Reprezentacja     |
| ------- | ----------------- |
| 1       | Nowa Zelandia     |
| 2       | Stany Zjednoczone |
| 3       | Kanada            |
| 4       | Francja           |
| 5       | Australia         |
| 6       | Irlandia          |
| 7       | Rosja             |
| 8       | Anglia            |
| 9       | Hiszpania         |
| 10      | Fidżi             |
| 11      | Chiny             |
| 12      | Meksyk            |

|  |                      |                   |                   |                      |   |               |               |       |
|  | Półfinały            | Półfinały         | Półfinały         |                      |   | Finał         | Finał         | Finał |
|  | Półfinały            | Półfinały         | Półfinały         |                      |   | Finał         | Finał         | Finał |
|  | 21 października 2018 |                   |                   |                      |   |               |               |       |
|  |                      |                   |                   |                      |   |               |               |       |
|  | Nowa Zelandia        | Nowa Zelandia     | 28                |                      |   |               |               |       |
|  | Nowa Zelandia        | Nowa Zelandia     | 28                | 21 października 2018 |   |               |               |       |
|  | Kanada               | Kanada            | 19                |                      |   |               |               |       |
|  | Kanada               | Kanada            | 19                |                      |   | Nowa Zelandia | Nowa Zelandia | 33    |
|  | 21 października 2018 |                   |                   |                      |   | Nowa Zelandia | Nowa Zelandia | 33    |
|  |                      |                   | Stany Zjednoczone | Stany Zjednoczone    | 7 |               |               |       |
|  | Francja              | Francja           | Stany Zjednoczone | Stany Zjednoczone    | 7 | 19            |               |       |
|  | Francja              | Francja           |                   |                      |   |               |               |       |
|  | Stany Zjednoczone    | Stany Zjednoczone | 21                |                      |   |               |               |       |
|  | Stany Zjednoczone    | Stany Zjednoczone | 21                | Mecz o 3. miejsce    |   |               |               |       |
|  |                      |                   |                   |                      |   |               |               |       |
|  | 21 października 2018 |                   |                   |                      |   |               |               |       |
|  |                      |                   |                   |                      |   |               |               |       |
|  | Kanada               | Kanada            | 28                |                      |   |               |               |       |
|  | Kanada               | Kanada            | 28                |                      |   |               |               |       |
|  | Francja              | Francja           | 0                 |                      |   |               |               |       |
|  | Francja              | Francja           | 0                 |                      |   |               |               |       |

| Miejsce | Reprezentacja     |
| ------- | ----------------- |
| 1       | Nowa Zelandia     |
| 2       | Kanada            |
| 3       | Australia         |
| 4       | Stany Zjednoczone |
| 5       | Rosja             |
| 6       | Anglia            |
| 7       | Francja           |
| 8       | Irlandia          |
| 9       | Chiny             |
| 10      | Hiszpania         |
| 11      | Fidżi             |
| 12      | Kenia             |

|  |                   |                   |           |                   |    |               |               |       |
|  | Półfinały         | Półfinały         | Półfinały |                   |    | Finał         | Finał         | Finał |
|  | Półfinały         | Półfinały         | Półfinały |                   |    | Finał         | Finał         | Finał |
|  | 30 listopada 2018 |                   |           |                   |    |               |               |       |
|  |                   |                   |           |                   |    |               |               |       |
|  | Nowa Zelandia     | Nowa Zelandia     | 22        |                   |    |               |               |       |
|  | Nowa Zelandia     | Nowa Zelandia     | 22        | 30 listopada 2018 |    |               |               |       |
|  | Stany Zjednoczone | Stany Zjednoczone | 0         |                   |    |               |               |       |
|  | Stany Zjednoczone | Stany Zjednoczone | 0         |                   |    | Nowa Zelandia | Nowa Zelandia | 26    |
|  | 30 listopada 2018 |                   |           |                   |    | Nowa Zelandia | Nowa Zelandia | 26    |
|  |                   |                   | Kanada    | Kanada            | 14 |               |               |       |
|  | Australia         | Australia         | Kanada    | Kanada            | 14 | 10            |               |       |
|  | Australia         | Australia         |           |                   |    |               |               |       |
|  | Kanada            | Kanada            | 15        |                   |    |               |               |       |
|  | Kanada            | Kanada            | 15        | Mecz o 3. miejsce |    |               |               |       |
|  |                   |                   |           |                   |    |               |               |       |
|  | 30 listopada 2018 |                   |           |                   |    |               |               |       |
|  |                   |                   |           |                   |    |               |               |       |
|  | Stany Zjednoczone | Stany Zjednoczone | 21        |                   |    |               |               |       |
|  | Stany Zjednoczone | Stany Zjednoczone | 21        |                   |    |               |               |       |
|  | Australia         | Australia         | 26        |                   |    |               |               |       |
|  | Australia         | Australia         | 26        |                   |    |               |               |       |

| Miejsce | Reprezentacja     |
| ------- | ----------------- |
| 1       | Nowa Zelandia     |
| 2       | Australia         |
| 3       | Stany Zjednoczone |
| 4       | Irlandia          |
| 5       | Kanada            |
| 6       | Francja           |
| 7       | Rosja             |
| 8       | Hiszpania         |
| 9       | Fidżi             |
| 10      | Anglia            |
| 11      | Chiny             |
| 12      | Papua-Nowa Gwinea |

|  |                   |                   |           |                   |    |               |               |       |
|  | Półfinały         | Półfinały         | Półfinały |                   |    | Finał         | Finał         | Finał |
|  | Półfinały         | Półfinały         | Półfinały |                   |    | Finał         | Finał         | Finał |
|  | 3 lutego 2019     |                   |           |                   |    |               |               |       |
|  |                   |                   |           |                   |    |               |               |       |
|  | Nowa Zelandia     | Nowa Zelandia     | 29        |                   |    |               |               |       |
|  | Nowa Zelandia     | Nowa Zelandia     | 29        | 3 lutego 2019     |    |               |               |       |
|  | Stany Zjednoczone | Stany Zjednoczone | 5         |                   |    |               |               |       |
|  | Stany Zjednoczone | Stany Zjednoczone | 5         |                   |    | Nowa Zelandia | Nowa Zelandia | 34    |
|  | 3 lutego 2019     |                   |           |                   |    | Nowa Zelandia | Nowa Zelandia | 34    |
|  |                   |                   | Australia | Australia         | 10 |               |               |       |
|  | Irlandia          | Irlandia          | Australia | Australia         | 10 | 12            |               |       |
|  | Irlandia          | Irlandia          |           |                   |    |               |               |       |
|  | Australia         | Australia         | 24        |                   |    |               |               |       |
|  | Australia         | Australia         | 24        | Mecz o 3. miejsce |    |               |               |       |
|  |                   |                   |           |                   |    |               |               |       |
|  | 3 lutego 2019     |                   |           |                   |    |               |               |       |
|  |                   |                   |           |                   |    |               |               |       |
|  | Stany Zjednoczone | Stany Zjednoczone | 26        |                   |    |               |               |       |
|  | Stany Zjednoczone | Stany Zjednoczone | 26        |                   |    |               |               |       |
|  | Irlandia          | Irlandia          | 10        |                   |    |               |               |       |
|  | Irlandia          | Irlandia          | 10        |                   |    |               |               |       |

| Miejsce | Reprezentacja     |
| ------- | ----------------- |
| 1       | Kanada            |
| 2       | Anglia            |
| 3       | Stany Zjednoczone |
| 4       | Francja           |
| 5       | Nowa Zelandia     |
| 6       | Australia         |
| 7       | Irlandia          |
| 8       | Rosja             |
| 9       | Fidżi             |
| 10      | Hiszpania         |
| 11      | Chiny             |
| 12      | Japonia           |

|  |                   |                   |           |                   |   |        |        |       |
|  | Półfinały         | Półfinały         | Półfinały |                   |   | Finał  | Finał  | Finał |
|  | Półfinały         | Półfinały         | Półfinały |                   |   | Finał  | Finał  | Finał |
|  | 21 kwietnia 2019  |                   |           |                   |   |        |        |       |
|  |                   |                   |           |                   |   |        |        |       |
|  | Kanada            | Kanada            | 24        |                   |   |        |        |       |
|  | Kanada            | Kanada            | 24        | 21 kwietnia 2019  |   |        |        |       |
|  | Stany Zjednoczone | Stany Zjednoczone | 12        |                   |   |        |        |       |
|  | Stany Zjednoczone | Stany Zjednoczone | 12        |                   |   | Kanada | Kanada | 7     |
|  | 21 kwietnia 2019  |                   |           |                   |   | Kanada | Kanada | 7     |
|  |                   |                   | Anglia    | Anglia            | 5 |        |        |       |
|  | Anglia            | Anglia            | Anglia    | Anglia            | 5 | 19     |        |       |
|  | Anglia            | Anglia            |           |                   |   |        |        |       |
|  | Francja           | Francja           | 17        |                   |   |        |        |       |
|  | Francja           | Francja           | 17        | Mecz o 3. miejsce |   |        |        |       |
|  |                   |                   |           |                   |   |        |        |       |
|  | 21 kwietnia 2019  |                   |           |                   |   |        |        |       |
|  |                   |                   |           |                   |   |        |        |       |
|  | Stany Zjednoczone | Stany Zjednoczone | 36        |                   |   |        |        |       |
|  | Stany Zjednoczone | Stany Zjednoczone | 36        |                   |   |        |        |       |
|  | Francja           | Francja           | 12        |                   |   |        |        |       |
|  | Francja           | Francja           | 12        |                   |   |        |        |       |

| Miejsce | Reprezentacja     |
| ------- | ----------------- |
| 1       | Nowa Zelandia     |
| 2       | Australia         |
| 3       | Stany Zjednoczone |
| 4       | Francja           |
| 5       | Kanada            |
| 6       | Anglia            |
| 7       | Rosja             |
| 8       | Hiszpania         |
| 9       | Fidżi             |
| 10      | Chiny             |
| 11      | Irlandia          |
| 12      | Brazylia          |

|  |                   |                   |           |                   |    |               |               |       |
|  | Półfinały         | Półfinały         | Półfinały |                   |    | Finał         | Finał         | Finał |
|  | Półfinały         | Półfinały         | Półfinały |                   |    | Finał         | Finał         | Finał |
|  | 12 maja 2019      |                   |           |                   |    |               |               |       |
|  |                   |                   |           |                   |    |               |               |       |
|  | Nowa Zelandia     | Nowa Zelandia     | 26        |                   |    |               |               |       |
|  | Nowa Zelandia     | Nowa Zelandia     | 26        | 12 maja 2019      |    |               |               |       |
|  | Stany Zjednoczone | Stany Zjednoczone | 12        |                   |    |               |               |       |
|  | Stany Zjednoczone | Stany Zjednoczone | 12        |                   |    | Nowa Zelandia | Nowa Zelandia | 21    |
|  | 12 maja 2019      |                   |           |                   |    | Nowa Zelandia | Nowa Zelandia | 21    |
|  |                   |                   | Australia | Australia         | 17 |               |               |       |
|  | Francja           | Francja           | Australia | Australia         | 17 | 19            |               |       |
|  | Francja           | Francja           |           |                   |    |               |               |       |
|  | Australia         | Australia         | 26        |                   |    |               |               |       |
|  | Australia         | Australia         | 26        | Mecz o 3. miejsce |    |               |               |       |
|  |                   |                   |           |                   |    |               |               |       |
|  | 12 maja 2019      |                   |           |                   |    |               |               |       |
|  |                   |                   |           |                   |    |               |               |       |
|  | Stany Zjednoczone | Stany Zjednoczone | 26        |                   |    |               |               |       |
|  | Stany Zjednoczone | Stany Zjednoczone | 26        |                   |    |               |               |       |
|  | Francja           | Francja           | 5         |                   |    |               |               |       |
|  | Francja           | Francja           | 5         |                   |    |               |               |       |

| Miejsce | Reprezentacja     |
| ------- | ----------------- |
| 1       | Stany Zjednoczone |
| 2       | Nowa Zelandia     |
| 3       | Kanada            |
| 4       | Hiszpania         |
| 5       | Australia         |
| 6       | Francja           |
| 7       | Chiny             |
| 8       | Rosja             |
| 9       | Fidżi             |
| 10      | Anglia            |
| 11      | Szkocja           |
| 12      | Irlandia          |

|  |                   |                   |               |                   |    |                   |                   |       |
|  | Półfinały         | Półfinały         | Półfinały     |                   |    | Finał             | Finał             | Finał |
|  | Półfinały         | Półfinały         | Półfinały     |                   |    | Finał             | Finał             | Finał |
|  | 16 czerwca 2019   |                   |               |                   |    |                   |                   |       |
|  |                   |                   |               |                   |    |                   |                   |       |
|  | Hiszpania         | Hiszpania         | 7             |                   |    |                   |                   |       |
|  | Hiszpania         | Hiszpania         | 7             | 16 czerwca 2019   |    |                   |                   |       |
|  | Stany Zjednoczone | Stany Zjednoczone | 24            |                   |    |                   |                   |       |
|  | Stany Zjednoczone | Stany Zjednoczone | 24            |                   |    | Stany Zjednoczone | Stany Zjednoczone | 26    |
|  | 16 czerwca 2019   |                   |               |                   |    | Stany Zjednoczone | Stany Zjednoczone | 26    |
|  |                   |                   | Nowa Zelandia | Nowa Zelandia     | 10 |                   |                   |       |
|  | Kanada            | Kanada            | Nowa Zelandia | Nowa Zelandia     | 10 | 12                |                   |       |
|  | Kanada            | Kanada            |               |                   |    |                   |                   |       |
|  | Nowa Zelandia     | Nowa Zelandia     | 21            |                   |    |                   |                   |       |
|  | Nowa Zelandia     | Nowa Zelandia     | 21            | Mecz o 3. miejsce |    |                   |                   |       |
|  |                   |                   |               |                   |    |                   |                   |       |
|  | 16 czerwca 2019   |                   |               |                   |    |                   |                   |       |
|  |                   |                   |               |                   |    |                   |                   |       |
|  | Hiszpania         | Hiszpania         | 14            |                   |    |                   |                   |       |
|  | Hiszpania         | Hiszpania         | 14            |                   |    |                   |                   |       |
|  | Kanada            | Kanada            | 19            |                   |    |                   |                   |       |
|  | Kanada            | Kanada            | 19            |                   |    |                   |                   |       |

## Klasyfikacja generalna[39][40]
| Miejsce | Reprezentacja     | Punkty | Punkty | Punkty | Punkty | Punkty | Punkty | Punkty |
| Miejsce | Reprezentacja     | USA    | DUB    | AUS    | JPN    | CAN    | FRA    | Ogółem |
| ------- | ----------------- | ------ | ------ | ------ | ------ | ------ | ------ | ------ |
| 1       | Nowa Zelandia     | 20     | 20     | 20     | 12     | 20     | 18     | 110    |
| 2       | Stany Zjednoczone | 18     | 14     | 16     | 16     | 16     | 20     | 100    |
| 3       | Kanada            | 16     | 18     | 12     | 20     | 12     | 16     | 94     |
| 4       | Australia         | 12     | 16     | 18     | 10     | 18     | 12     | 86     |
| 5       | Francja           | 14     | 8      | 10     | 14     | 14     | 10     | 70     |
| 6       | Anglia            | 6      | 10     | 3      | 18     | 10     | 3      | 50     |
| 7       | Rosja             | 8      | 12     | 8      | 6      | 8      | 6      | 48     |
| 8       | Irlandia          | 10     | 6      | 14     | 8      | 2      | 1      | 41     |
| 9       | Hiszpania         | 4      | 3      | 6      | 3      | 6      | 14     | 36     |
| 10      | Fidżi             | 3      | 2      | 4      | 4      | 4      | 4      | 21     |
| 11      | Chiny             | 2      | 4      | 2      | 2      | 3      | 8      | 21     |
| 12      | Szkocja           | –      | –      | –      | –      | –      | 2      | 2      |
| 13      | Japonia           | –      | –      | –      | 1      | –      | –      | 1      |
| =       | Kenia             | –      | 1      | –      | –      | –      | –      | 1      |
| =       | Brazylia          | –      | –      | –      | –      | 1      | –      | 1      |
| =       | Papua-Nowa Gwinea | –      | –      | 1      | –      | –      | –      | 1      |
| =       | Meksyk            | 1      | –      | –      | –      | –      | –      | 1      |